# Tehran Stock Exchange
La Tehran Stock Exchange (TSE) è la principale borsa valori dell'Iran, situata nella capitale Tehran che ha aperto per la prima volta nel 1967. La TSE ha sede a Teheran. A partire dal 2024, ha all'attivo 663 società con una capitalizzazione di mercato complessiva di 94 miliardi di dollari USA (tasso di cambio 1 dollaro USA = 693000 IRR) erano quotate su TSE. La Tehran Stock Exchange, che è un membro fondatore della Federazione delle borse euro-asiatiche, è stata una delle borse valori con le migliori performance al mondo negli anni dal 2002 al 2013. Il TSE è un mercato emergente.
L'indice generale della Borsa, nei primi minuti delle contrattazioni di oggi, è aumentato di oltre 16.000 punti, superando il suo record storico e raggiungendo i 2.559.000 punti. (Sabato, 14 dicembre 2024)